# Eckehard Schulz
Eckehard Schulz (* 3. September 1952 in Markersdorf) ist ein deutscher Arabist und Sprachwissenschaftler. Er hatte bis zu seiner Pensionierung im Jahre 2018 die Professur für Arabische Sprach- und Übersetzungswissenschaft am Orientalischen Institut der Universität Leipzig inne.

## Werdegang
Nach dem Abitur 1971 und anschließendem Grundwehrdienst studierte Schulz von 1973 bis 1978 an der Sektion Afrika- und Nahostwissenschaften der Universität Leipzig im Rahmen seines Studiums u. a. folgende Fächer: Dolmetschen und Übersetzen Arabisch und Englisch, Persisch, Arabistik, Islamkunde, Linguistik, Geschichte der arabischen Länder, Ökonomie der Entwicklungsländer, Ökonomie der arabischen Länder, Völkerrecht, Soziologie, Landeskunde USA, Englische Geschichte und Literatur.
Danach wurde er zunächst wissenschaftlicher Assistent und ab 1982 Lehrer im Hochschuldienst an der Sektion Afrika- und Nahostwissenschaften der Universität Leipzig und unterrichtete neben Veranstaltungen zur Sprach- und Übersetzungswissenschaft vor allem Simultan- und Konsekutivdolmetschen und Übersetzen Arabisch-Deutsch. Im Rahmen dieser Tätigkeit arbeitete er auch immer wieder als Dolmetscher und Übersetzer auf höchster Ebene, u. a. im Jemen, in Syrien, Jordanien Irak, Ägypten und Libyen.
1986 wurde Schulz mit einer Arbeit zum Sprachwandel im Arabischen zum Dr. phil. promoviert. Seine Doktorväter waren Wolfgang Reuschel und Günther Krahl.
1991 erfolgte die Habilitation mit einer Arbeit zu den Synonymiekonzeptionen der arabischen Nationalgrammatiker und Lexikographen des 8. bis 11. Jahrhunderts. Gutachter waren Wolfgang Reuschel, Günther Krahl und Wolfdietrich Fischer von der Universität Erlangen-Nürnberg.
1993 erfolgte die Berufung auf die Professur für Arabische Sprach- und Übersetzungswissenschaft am Orientalischen Institut der Universität Leipzig, an dem Schulz über lange Jahre als geschäftsführender Direktor wirkte.
Als Gastprofessor war er zu Studien- und Vortragsreisen u. a. in Ägypten, Großbritannien, Indonesien, Iran, Jemen, Jordanien, Kuwait, Malaysia, Marokko, Pakistan, Oman, Russland, Saudi-Arabien, Syrien, Tunesien und in den V.A.E.
2011 gründete Schulz das AL-ARABIYYA-INSTITUTE, in dem er auch eng mit Hans-Georg Ebert zusammenarbeitet.

## Bücher (Auswahl)
- Krahl, Reuschel, Schulz: Lehrbuch des modernen Arabisch, Langenscheidt 1995 (632 Seiten)[3]
- (Hrsg.) Modernes Hocharabisch für Fortgeschrittene, Langenscheidt 1997 (640 Seiten)[4]
- Standard Arabic, An elementary-intermediate course, Cambridge University Press 2000 (641 Seiten)[5]
- (Hrsg.) Krahl, Günther / Reuschel / Jumaili: Modernes Hocharabisch für Fortgeschrittene, Dolmetscher und Übersetzer. Übersetzen, Dolmetschen, Konversation, Fachwortschatz Reichert Verlag, Wiesbaden 2004 (464 Seiten)[6]
- Modernes Hocharabisch – Grammatik, Reichert Verlag, Wiesbaden 2004 (251 Seiten)[7]
- A Student Grammar of Modern Standard Arabic, Cambridge University Press 2004 (249 Seiten)[8]
- Krahl, Reuschel, Schulz: Lehrbuch des modernen Arabisch, Neue Ausgabe, Langenscheidt 2005, (632 Seiten)[9]
- Buku Pelajaran Bahasa Arab Modern, LKiS Yogyakarta 2009, (402 Seiten)
- Modernes Hocharabisch, Lehrbuch mit einer Einführung in Hauptdialekte, Edition Hamouda, Leipzig 2011 (750 Seiten)[10]
- Krahl, Reuschel, Schulz: Lehrbuch des modernen Arabisch, Edition Hamouda, Leipzig 2011 (600 Seiten)[11]
- Modernes Hocharabisch, Lehrbuch mit einer Einführung in Hauptdialekte, 2. verbesserte Auflage, Edition Hamouda, Leipzig 2013 (750 Seiten)[12]
- Modern Standard Arabic, Textbook integrating main Arabic dialects. Edition Hamouda, Leipzig 2013 (750 Seiten)
- عربی معاصر به انضمام لهجههای اصلی عربی Teheran 2013 (729 Seiten)
- معاصر عربی اہم لہجات کے ساتھ Islamabad 2014 (728 Seiten)[13]
- bahasa arab modern - dilengkapi dengan BEBERAPA Dialek Arab terpenting, Surabaya 2017 (748 Seiten)